# Tall Salhab
Tall Salhab (arab. تل سلحب) – miasto w Syrii, w muhafazie Hama. W 2004 roku liczyło 15 454 mieszkańców.